# Hermen Hogenkamp
Hermen Hogenkamp (Ommen, 31 maart 1985) is een Nederlands voetballer. Hij speelt tegenwoordig bij OZC als middenvelder. Hij heeft zijn debuut gemaakt op 14 december 2003 in de thuiswedstrijd tegen FC Groningen. De uitslag van de wedstrijd was 1–1.

## Carrière
| Seizoen | Club      | Land      | Competitie     | Wed. | Goals |
| ------- | --------- | --------- | -------------- | ---- | ----- |
| 2003/04 | FC Zwolle | Nederland | Eredivisie     | 13   | 0     |
| 2004/05 | FC Zwolle | Nederland | Eerste divisie | 17   | 0     |
| 2005/06 | FC Zwolle | Nederland | Eerste divisie | 8    | 0     |
| Totaal  | Totaal    | Totaal    | Totaal         | 38   | 0     |